# Filogônio Lopes Utinguassú
Filogônio Lopes Utinguassú (Salvador, 20 de dezembro de 1854 – Rio de Janeiro, 13 de março de 1898) foi um médico brasileiro.
Doutorado pela Faculdade de Medicina do Rio de Janeiro, defendendo a tese “Tratamento e Diagnóstico nas Diversas Formas de Febres Perniciosas que Reinam no Rio de Janeiro”. Foi eleito membro da Academia Nacional de Medicina em 1878, com o número acadêmico 120, na presidência de José Pereira Rego.